# Chelonus montanus
Chelonus montanus är en stekelart som beskrevs av Mccomb 1968. Chelonus montanus ingår i släktet Chelonus och familjen bracksteklar. Inga underarter finns listade i Catalogue of Life.